# From Dusk Till Dawn 3
From Dusk Till Dawn 3 (engelska: From Dusk Till Dawn 3: The Hangman's Daughter) är en amerikansk långfilm från 1999 i regi av P.J. Pesce, med Marco Leonardi, Michael Parks, Temuera Morrison och Rebecca Gayheart i rollerna.

## Handling
Författaren Ambrose Bierce bevittnar den laglöse Johnny Madrids avrättning. En maskerad individ skjuter dock av repet som han skall hängas med och Johnny flyr med bödelns dotter Esmeralda. Ambrose slår följe med det nygifta paret John och Mary Newlie och Bödeln inleder en vild jakt efter Johnny. När Johnny återförenas med sitt gäng stöter de på individen som räddade honom, den lätt psykotiska flickan Cathrine. Hon vill bli Johnnys lärling och tror att Ambrose har något mycket värdefullt. Johnnys gäng attackerar Ambrose och hans vänner, med det värdeföremål Cathrine talade om är manuset till Ambroses nästa bok. Johnny hänger Cathrine för misstaget och Esmeralda, som blivit kär i Johnny, flyr. Johnny lämnar sitt gäng och rider efter henne. Ambrose och paret Newlie hittar en bar i öknen som drivs av den vänligt inställde Razor Charlie och Quixtla. Baren visar sig snart vara ett horhus. Johnny rider i kapp Esmeralda och de två rider iväg tillsammans. Bödeln och hans män hittar Cathrine som ännu lever och räddar henne. De hittar snart också till horhuset. Johnny och Esmeralda lyckas också komma till horhuset och en vänlig man tar hand om deras hästar. Esmeralda går in och konfronterar Quixtla som underligt nog vet vem hon är. Johnny vill försäkra sig om att hästarna blir väl omhändertagna och upptäcker att mannen som tog hästarna suger en av hästarnas blod. Johnny springer in för att hämta Esmeralda, men dörren stängs så fort han kommer in och det visar sig att Quixtla, Razor Charlie samt alla prostituerade är vampyrer. John ser sin fru bli biten och skriker i panik. Alla gäster dör utom Johnny, Esmeralda, Ambrose, Cathrine, Bödeln, John och en namnlös gäst. De flyr in i tunnlarna under horhuset där de blir anfallna av vampyrfladdermöss. Det visar sig att Esmeralda är Bödelns och Quixtlas dotter och vampyrerna vill göra henne till deras arvinge. Gruppen konfronterar Mary som nu är vampyr och John tvingas döda sin älskade fru. Den namnlöse gästen har blivit biten under den första striden och förvandlas till vampyr. Han biter John och blir sedan spetsad av Ambrose. John låter sig dödas frivilligt för att skydda de andra. Gruppen tas till fånga av Quixtla och hängs upp i taket och Quixtla förvandlar Esmeralda till Santanico Pandemonium. Johnny lyckas dock befria sig och sedan de andra och de gör upp med vampyrerna. Alla vampyrer förutom Quixtla, Razor Charlie och Santanico Pandemonium dödas, med det gör även Cathrine. Bödeln är oförmögen att döda sin egen dotter och blir biten. Johnny och Ambrose försöker fly men Quixtla attackerar dem. Bödelns vilje styrka är dock så stark att han även som vampyr har en fri vilja och öppnar dörren så att Quixtla utsätts för solljus och bränns till döds. Santanico Pandemonium vill att Johnny ska stanna hos henne, men innan Johnny kan bestämma sig stänger Bödeln dörren och de två överlevarna flyr.

## Rollista
| Marco Leonardi    | – Johnny Madrid     |
| Michael Parks     | – Ambrose Bierce    |
| Temuera Morrison  | – Bödeln            |
| Rebecca Gayheart  | – Mary Newlie       |
| Ara Celi          | – Esmeralda         |
| Lennie Loftin     | – John Newlie       |
| Sonia Braga       | – Quixtla           |
| Orlando Jones     | – Ezra Traylor      |
| Danny Trejo       | – Razor Charlie     |
| Jordana Spiro     | – Reece             |
| Kevin Smith       | – Joaquin           |
| Terence Bridgett  | – Chato             |
| Mickey Giacomazzi | – Erasmo            |
| Ivan Lucas        | – Shotgun           |
| Tom Berto         | – Stagecoach Driver |

## Filmpriser

### Nomineringar
- Academy of Science Fiction, Fantasy & Horror Films, USA
  - Bästa film